# Basílica del Sagrado Corazón (Timaru)
La Basílica del Sagrado Corazón (en inglés: Sacred Heart Basilica) o la Basílica de Timaru como se le conoce popularmente debido a su estilo arquitectónico, es una iglesia católica en Timaru, una localidad de Nueva Zelanda.
Fue diseñada por el destacado arquitecto de Nueva Zelanda, Francis Petre y es una de sus obras más célebres. Su gran tamaño y belleza la convierten en uno de los edificios históricos más importantes de Timaru y de la parte Sur de Canterbury. Las torres gemelas de la basílica y la cúpula de cobre son características muy visibles en el horizonte de Timaru, especialmente desde el sur.  La basílica es también uno de los más notables ejemplos de la arquitectura eclesiástica en Nueva Zelanda con elementos de arquitectura romana y bizantina con un toque de decoración Art Nouveau. Es un lugar histórico registrado, categoría 1. 
La Basílica del Sagrado Corazón es uno de varios templos neozelandeses a los que habitualmente se los llama "basílica", sin embargo litúrgicamente no existe en la actualidad ningún templo católico en Nueva Zelanda que ostente oficialmente la dignidad de Basílica menor otorgada por la Santa Sede.